# Грб Ставропољске Покрајине
Грб Ставропољске Покрајине је званични симбол једног од субјеката Руске федерације са статусом покрајине — Ставропољске Покрајине. Грб је званично усвојен 15. маја 1997. године.

## Опис грба
Према закону о регионалном грба, то је хералдички штит периферијама. Хералдички штит подијељен је хоризонтално на два дијела. Горња половина, на плавој позадини се налази главни елемент историјског грба Ставропољске Покрајине усвојеног 1878. године: на врху планине тврђава сребрне боје, и пут преко планине који води до врата на тврђави. Изнад слике врата налази се симбол пентагона, као симбол заштите и очувања. У дну штита на плавој позадини налази се мапа Ставропољске Покрајине, златне боје. У лијевом дијелу карте на локацији града Ставропољ, стоји слика бијела крста. Од крста, лијево и десно се види линија која означава четрдесет пету паралелу сјеверне географске ширине, на којој лежи град Ставропол, а која прелази широм територије региона. 
Штит је уоквирен вијенцем од храстовог лишћа и кукуруза. Вијенац је увезан испреплетеном траком са бојама државне заставе Руске Федерације. Композиција је крунисана руским двоглавим орлом, главним ликом државног Грба Руске Федерације.